# 古河桃まつり
古河桃まつり（こがももまつり）は、茨城県古河市の都市公園で開催される祭り。

## 概要
古河総合公園（古河公方公園）のハナモモ 5品種（矢口・源平・寿星桃・寒白・菊桃）約1,500本を鑑賞するまつりで、熱気球搭乗、お茶会、コンサートなどのイベントが実施される。2018年で第42回目の開催となる。

## 会場
- 茨城県古河市鴻巣399−1

## 植栽&イベント
- 矢口桃（約8割）、源平桃（立源平桃・シダレ源平桃）、菊桃、寿星桃、寒白
- 熱気球体験搭乗
- 物産販売
- 「古河桃むすめ」[4]による場内案内

## 主催
- 古河市観光協会

## 期間
- 毎年：3月20日から4月5日　午前9時から午後5時

## 周辺
- 古河公方足利義氏墓所
- 茨城県指定文化財 史跡 古河公方館址

## 入園料・駐車場
- 入園料:無料
- 駐車場:有　
  - 普通車　約700台（桃まつり開催時:駐車料金 500円）、バス 20台（桃まつり開催時:駐車料金 2000円）

## アクセス
- JR東日本・東北本線/湘南新宿ライン・古河駅より車で10分、徒歩約40分
- 久喜ICより 約30分
- 佐野藤岡ICより 約40分
- 館林ICより 約30分